# Seitenlänge
Die Seitenlänge ist in der Geometrie ein Spezialfall der Länge einer Strecke. Die Seitenlängen eines Polygons (Vielecks) sind die Abstände der jeweiligen zwei Ecken voneinander. Die Summe aller Seitenlängen ist der Umfang.

## Seitenlänge von Dreiecken

### Dreiecksseiten in Geometrie und Natur
Die Länge von Dreiecksseiten wird (bei ebenen Dreiecken) in einem Längenmaß angegeben (vor allem in Meter, cm und km).
Doch wenn man von der üblichen Geometrie in die Natur bzw. zu trigonometrischen Aufgaben der Geodäsie übergeht, muss zwischen horizontalen und schrägen Seiten unterschieden werden:
- Entweder wird zusätzlich ein Höhen- oder Zenitwinkel zur Distanz angegeben,
- oder sie wird auf den Horizont reduziert (genähert durch Multiplikation mit dem Kosinus des Höhenwinkels).
- Dabei ist jedoch wegen der kugelförmigen Erde auch das Höhen-Niveau zu berücksichtigen, bzw. ob auf das Geoid oder ein Erdellipsoid reduziert wurde.

### Euklidische Geometrie
- Ein bekannter euklidischer Satz besagt, dass die längste Seite eines Dreiecks immer kürzer ist als die Summe der beiden anderen Seiten (Dreiecksungleichung).
- Der größeren von zwei Seiten eines Dreiecks liegt stets der größere Winkel gegenüber. Umgekehrt liegt dem größeren von zwei Winkeln eines Dreiecks immer die längere Seite gegenüber.

### Ebene Dreiecke und ihre Sonderfälle

Rechtwinkliges Dreieck mit dem rechten Winkel im Punkt C

- Dreiecke, in denen mindestens zwei Seitenlängen gleich sind, heißen gleichschenklig.
- Dreiecke, in denen alle drei Seiten gleich lang sind, heißen gleichseitig.
- In einem rechtwinkligen Dreieck liegt die längste Seite dem rechten Winkel gegenüber und wird Hypotenuse genannt. Die beiden kürzeren Seiten heißen Katheten.
Die Verhältnisse der Seitenlängen eines rechtwinkligen Dreiecks entsprechen den Winkelfunktionen der Trigonometrie.

### Sphärische Dreiecke
In der sphärischen Geometrie (Kugelgeometrie) entspricht die Seitenlänge zunächst der Länge des entsprechenden Großkreisbogens. Meistens wird jedoch die Größe des entsprechenden Mittelpunktswinkels (in Grad) als Seitenlänge genommen. Diese Definition hat den Vorteil, dass der Radius der Kugel keine Rolle spielt.

## Seitenlänge von Vielecken
Die Seitenlänge allgemeiner Polygone lässt sich über die Diagonalen auf die Berechnungen am Dreieck zurückführen.